# Glyphoderma kangi
Il glifoderma (gen. Glyphoderma) è un rettile acquatico estinto, appartenente ai placodonti. Visse nel Triassico medio (Ladinico, circa 238 milioni di anni fa) e i suoi resti fossili sono stati ritrovati in Cina.

## Descrizione
Questo animale, lungo circa 90 centimetri, possedeva un corpo appiattito dorsoventralmente simile a quello di una tartaruga. Il cranio era di forma triangolare, con un rostro anteriore stretto e una parte posteriore profondamente incavata. Erano presenti tre grandi tubercoli per ogni lato, fusi alla parte posteriore dell'arco temporale. Sul palato erano presenti denti grandi e arrotondati, mentre la parte anteriore delle mascelle era priva di denti.
Il corpo era racchiuso in un carapace, simile a quello di una tartaruga. La forma del carapace era arrotondata, ma al contrario di altre forme simili (come Psephochelys e Placochelys), il carapace dorsale era formato da più di 400 elementi pentagonali o esagonali (osteodermi) non fusi fra loro. Gli osteodermi erano di struttura particolare: la superficie era convessa e ornata da creste radiali, che si dipartivano dal centro dell'osteoderma, e da piccoli fori. Questa struttura richiama vagamente quella degli osteodermi di un altro placodonte, Psephoderma.
La coda, composta da 34 vertebre, era molto allungata. Le zampe erano appiattite, ed entrambe le estremità del femore erano molto espanse. È possibile che le zampe, simili a pagaie, fossero dotate di unghie.

## Classificazione
Glyphoderma kangi è noto per un esemplare pressoché completo, proveniente dalla formazione Falang (Yunnan, Cina), ed è stato descritto per la prima volta nel 2008. Un'altra specie proveniente dalla medesima formazione, G. robusta, è stata descritta nel 2019. Glyphoderma è un tipico rappresentante dei placodonti, un gruppo di rettili simili a tartarughe tipici del Triassico, probabilmente imparentati con i plesiosauri. Glyphoderma è considerato il primo rappresentante dei placochelidi (Placochelyidae), una famiglia di placodonti particolarmente evoluti, dai crani stretti e dalla corazza appiattita. La struttura degli osteodermi, tuttavia, è differente da quella di ogni altro placochelide.

## Paleobiologia
Glyphoderma era un animale marino, che si muoveva lungo le coste dell'antico oceano Tetide, cibandosi probabilmente di molluschi che venivano frantumati dai denti emisferici. Assieme a Glyphoderma vivevano altri rettili acquatici, rinvenuti nella medesima fauna ("fauna di Xingyi"): piccoli pachipleurosauri (Keichousaurus), notosauri (Nothosaurus e Lariosaurus), talattosauri (Anshunsaurus), prolacertiformi (Tanystropheus) e grandi ittiosauri. Era presente anche un piccolo rettile terrestre (Macrocnemus). Le somiglianze di questa fauna con quelle delle coste occidentali della Tetide (ad esempio la fauna di Besano - Monte San Giorgio (Unesco)) sono notevoli.